# Blockova
Blockova (tysk stavning Blockowa) var en kvinnlig barackchef i koncentrations- och förintelselägret Auschwitz under andra världskriget. Blockova var den polska motsvarigheten till tyska Blockälteste  (blockäldsta).
En blockova utsågs av lägerledningen bland fångarna i ett block/barack och övervakades av SS-män. Hennes uppgift var att upprätthålla en sträng disciplin bland medfångarna och att fördela deras dagliga matransoner. Vidare övervakade hon hygienen och delade ut kläder, filtar och skor  och andra individuella förnödenheter. Hon tilldelades stor makt inom sitt block av SS-ledningen och hade ett eget litet rum och fick extra matransoner.